# Dikasteriet för trosläran

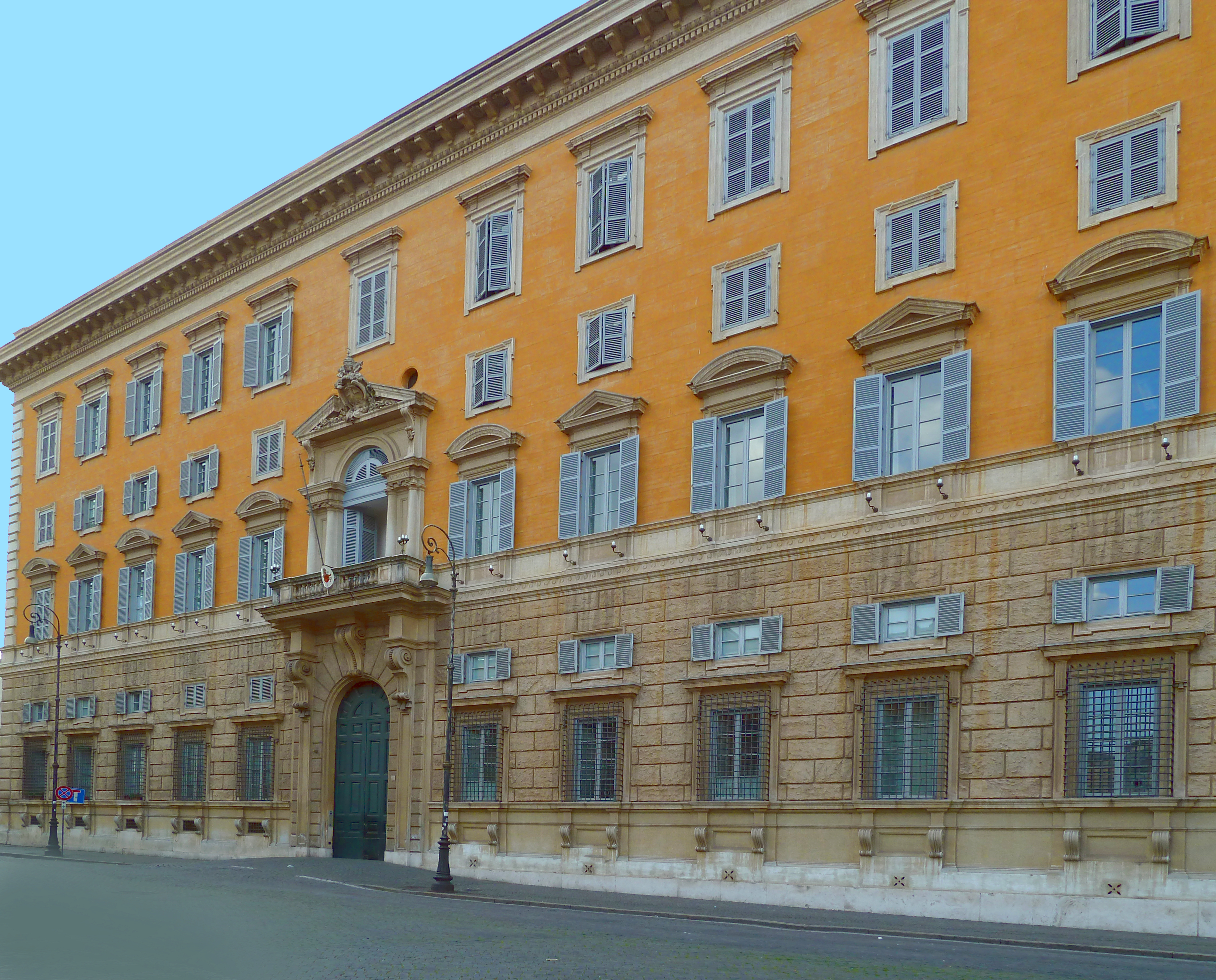
Dikasteriet för trosläran är inrymt i Palazzo del Sant'Uffizio i närheten av Peterskyrkan.

Dikasteriet för trosläran, tidigare Troskongregationen eller Kongregationen för trosläran (latin: Congregatio pro doctrina fidei; italienska: Congregazione per la Dottrina della Fede), bildades formellt 1965 och är den mäktigaste av Romersk-katolska kyrkans nio kongregationer, det vill säga departement, inom kurian. Prefekt sedan 2023 är kardinal Víctor Manuel Fernández. 
Dikasteriet för trosläran har bland annat till uppgift att uttolka vad som i allmänna och särskilda fall utgör katolsk lära i såväl tros- som moralfrågor, och de publicerar responsa, svar, på sådana frågor. Dess utredningar förbereds av en bisittare, en kommissarie och två dominikanmunkar. En sådan utredning kan till exempel gälla huruvida en katolsk präst eller teolog på någon punkt brutit mot Katolska kyrkans lära.

## Historik

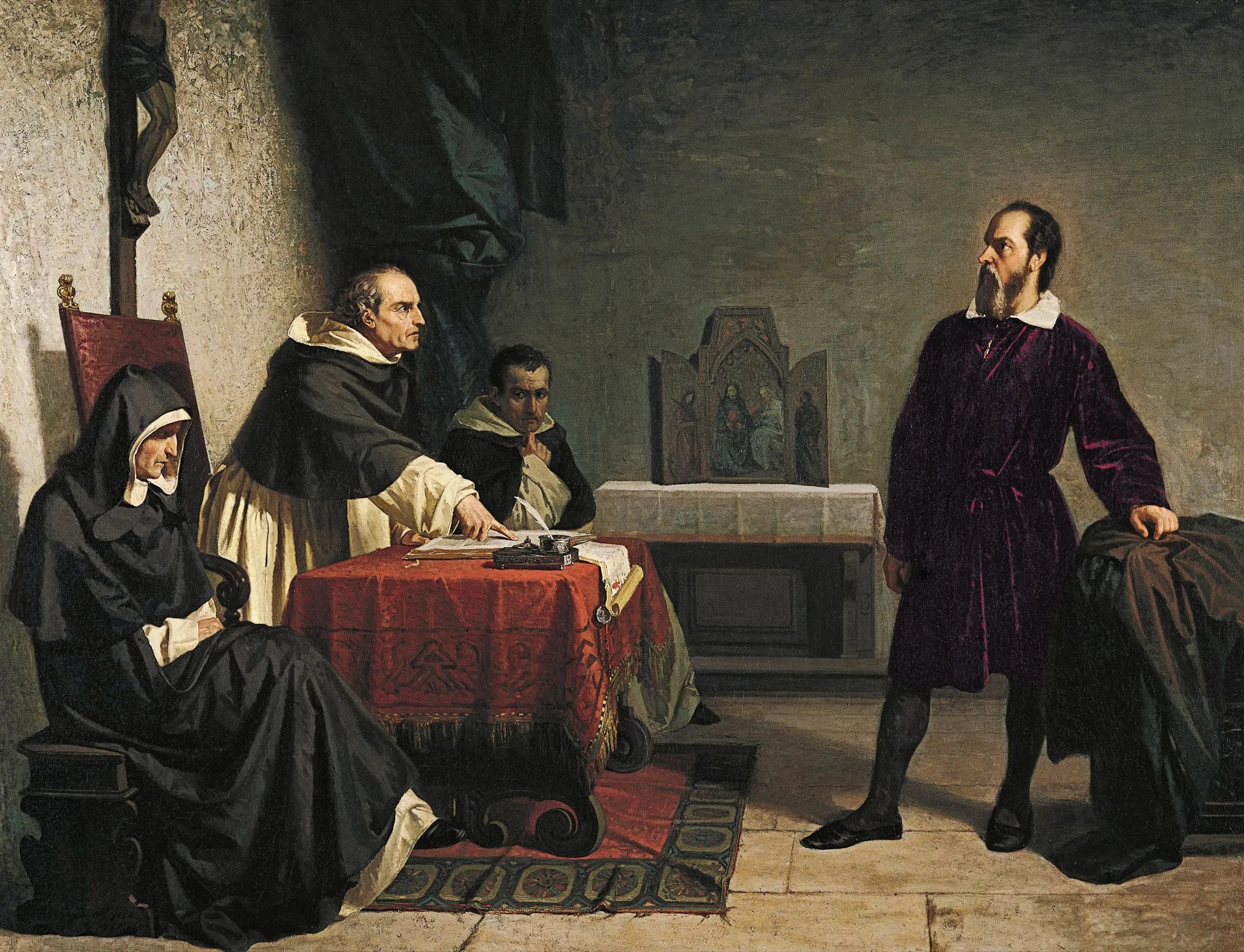
Galilei möter den romerska inkvisitionen, målning av Cristiano Banti 1857.

Kongregationen bildades ursprungligen 1542 i och med utfärdandet av den apostoliska konstitutionen Licet ab initio av påve Paulus III, som skapade Heliga kongregationen för den romerska och universella inkvisitionen för att bekämpa protestantiskt kätteri främst på den italienska halvön. Under Napoleonkrigen upphörde den romerska inkvisitionen liksom dess motsvarigheter i exempelvis Spanien att verka men återupprättades efter Napoleons fall 1814. Den romerska inkvisitionen levde därefter kvar ända till 1908, då den i sin helhet fick namnet "Heliga kongregationen för heliga tjänsten" (latin: Sacra congregatio del sancto officio), ett namn som dock funnits för institutionens ledning sedan 1500-talet. Denna omskapades i sin tur till Troskongregationen 1965. Liksom inkvisitionen har den moderna Troskongregationen en stark anknytning till dominikanorden.
År 1971 slog påven Paulus VI organisatoriskt samman den Påvliga bibelkommissionen med Troskongregationen, även om de båda organisationerna behöll sina respektive namn. Båda organisationerna har samma adress och leds av samme prefekt.
Kardinal Joseph Ratzinger, som blev påve april 2005 med namnet Benedictus XVI, var dess prefekt 1981–2005. Kongregationens sekreterare sedan 2022 är titulärärkebiskop John Joseph Kennedy och fader Armando Matteo.

## Publikationer (urval)
- 1973 – Mysterium Ecclesiae
- 1992 – Communionis notio
- 2000 – Dominus Iesus
- 2007 – Responsa ad quaestiones (fullständig titel: Responsa ad quaestiones de aliquibus sententis ad doctrinam de ecclesia pertinentibus, svensk översättning: ”Svar på frågor om några aspekter på läran om Kyrkan”)

## Prefekter (urval)
| Nummer |  | Namn                    | Från             | Till             | Påve               |
| ------ |  | ----------------------- | ---------------- | ---------------- | ------------------ |
| 1      |  | Alfredo Ottaviani       | 7 december 1965  | 6 januari 1968   | Paulus VI          |
| 2      |  | Franjo Šeper            | 8 januari 1968   | 25 november 1981 | Paulus VI          |
| 3      |  | Joseph Ratzinger        | 25 november 1981 | 2 april 2005     | Johannes Paulus II |
| 4      |  | William Joseph Levada   | 13 maj 2005      | 2 juli 2012      | Benedikt XVI       |
| 5      |  | Gerhard Ludwig Müller   | 2 juli 2012      | 2 juli 2017      | Benedikt XVI       |
| 6      |  | Luis Ladaria Ferrer     | 2 juli 2017      | 1 juli 2023      | Franciskus         |
| 7      |  | Víctor Manuel Fernández | 1 juli 2023      |                  | Franciskus         |